# Yessud Haméala
 (septembre 2016).
Si vous disposez d'ouvrages ou d'articles de référence ou si vous connaissez des sites web de qualité traitant du thème abordé ici, merci de compléter l'article en donnant les références utiles à sa vérifiabilité et en les liant à la section « Notes et références ».
Yessud Haméala (יסוד המעלה - Yessud HaMa'ala) est un village situé dans le Doigt de Galilée au nord du lac de Tibériade (district Nord d'Israël).

## Histoire
Au début de l'année 1883, l'association sioniste Champs et vignes de Pologne envoie trois représentants en Terre d'Israël, le rabbin Leib Rubin, le rabbin Fishel Salomon et Meïr-Baruh Rozenblum. L'idée de réinstallation, par le travail de la terre, d'une population juive sur la Terre d'Israël sensibilise en grande partie la Diaspora, et engendre la création du mouvement Amants de Sion, mouvement qui commence à s'infiltrer progressivement au sein des communautés d'Israël.
Les trois personnages sillonnent la Palestine afin de repérer un terrain adéquat à l'installation d'un futur village pour les membres de leur communauté. Ils traversent la Judée puis montent en Haute Galilée, où ils visitent la ville kabbalistique de Safed. Ils y rencontrent les trois frères Avraham-Haïm, Yaakov-Haï et Yitzhak-Mordéhaï Abou, d'origine sépharade. Leur père, le rabbin Shmuel Abou remplit les fonctions de consul de France à Safed. La famille est alors propriétaire d'un important lopin de terre tout proche du grand lac d'eau saumâtre de la Houla.
Après trois heures de trajet à cheval, le rabbin Fishel Salomon raconte : « Nous étions émerveillés. Voilà ! C'est le terrain que nous recherchons. Nous sommes restés sur place et sommes descendus de nos chevaux, nos pieds touchant la terre de ce coin de rêve. Là, nous y avons rencontré les frères d'origine sépharade Shlomo et Shaoul Mizrahi, qui étaient installés sur le lieu depuis quelques années. Ils travaillaient les terres appartenant à la famille Abou, et ils nous ont assurés que l'eau ici coulait à profusion, qu'elle suffisait largement pour l'irrigation des cultures et qu'elle regorgeait de poissons »[réf. nécessaire].
Alors qu'ils sont installés sous la tente dressée au bord du lac, les trois émissaires observent les frères Mizrahi pêcher. Le filet s'étant accroché, ils demandent l'aide de leurs hôtes, qui à force de tirer, sortent de l'eau une pierre noire basaltique sur laquelle apparaît une inscription gravée en araméen : « Heureux celui qui s'installera en ce lieu ». Ému et tremblant le rabbin Salomon s'agenouille et embrasse le sol. La légende raconte qu'il entend alors une voix : « Achète pour toi ces terres », et ainsi fut fait. Ils baptisèrent alors le lieu Yessud Haméala en référence au chapitre 7 du Livre d'Esdras.
Quelque 110 ans plus tard, à l'emplacement de la découverte de la pierre basaltique, on retrouve les vestiges d'une ancienne synagogue de l'époque byzantine. Au centre de cette dernière se dressent deux rangées de colonnes parallèles dont il ne reste plus que les bases. Cette synagogue est dirigée vers le Sud, en direction de Jérusalem. Elle fut certainement détruite au VIIe siècle ap. J.-C., lors de l'invasion musulmane.
L'achat des terres a lieu officiellement en 1883.
Ainsi les trois émissaires réalisent leur rêve, dans l'espoir de voir un jour, en grand nombre, les immigrants s'installer sur le lieu. Et toujours de la bouche du rabbin Salomon : « S'il y a ici de l'eau, il y aura alors des cultures » pense-t-il[réf. nécessaire].
Immédiatement, ils annoncent à leurs frères de Diaspora qu'un terrain a été acheté, afin que ces derniers puissent préparer leur départ et leur future installation.
Six familles d'immigrants répondent alors à l'appel : Shabtaï Likerman, Yossef Gidolter, Haïm Manjbesky, Avraham Felman, Yéhezkel Zémer et Zeev Bakar. Les rejoint quelque temps après Leib Lovovsky, originaire de Boston aux États-Unis. Lovovsky, avec son père Mordéhaï-Yitzhak avaient quelque temps auparavant posé les bases de ce qui deviendra plus tard le kibboutz Mishmar-Hayarden, tout proche du Pont des Filles de Jacob. Une seconde vague d'immigration ne tarde pas à les rejoindre avec les familles Elhadaf, Barzani, Cohen, Sharnashi, Barshah, Tilititzky, Amiti, Shtilman, Leufer, Goldner, Papo, Barash, Eisenberg, Teitelboim, Wissel, Stern, Shneider et Dubrovin. Un spécialiste en agriculture fait aussi son apparition au sein de la communauté; Israël Ashkenazi. C'est ainsi qu'en 1884, un puits est creusé, 100 dounam de terres servent déjà à la culture de légumes, et plus de 1500 arbres fruitiers sont plantés (cédrats, grenades, olives, figues et fraises).
Les familles doivent malgré tout attendre plus de deux ans avant de recevoir un permis de construire. À l'exemple des bédouins de la région, elles dressent un camp de tentes, que le rabbin Fishel Salomon aura vite fait de rapprocher de la prophétie biblique du Livre d'Osée (12/10). Les pionniers utilisent alors le bois, plus fréquent sur la côte Est du Jourdain, afin de remplacer les tentes de toile par des cabanes en bois.
La malaria, la fièvre jaune et le taux de mortalité élevé deviennent choses courantes, mais les pionniers persistent. Les pluies hivernales qui remplissent les eaux du lac de la Houla débordent régulièrement sur les terres cultivées, et la pullulation des moustiques en été ne fait qu'aggraver l'expansion de la malaria.
Les premières années aucun médecin ne se trouve aux environs. Il faut attendre 1889 pour la venue du premier infirmier et du premier pharmacien dans la région. La malaria fait des ravages particulièrement chez les enfants. On constate dans certaines familles la perte de deux, cinq, sept et même douze enfants des effets de la malaria. Leur chef spirituel, le rabbin Fishel Salomon, pétri de convictions profondes encourage les pionniers à persister : « C'est Dieu qui nous a amenés jusqu'ici, et Lui seul pourra nous en faire sortir »[réf. nécessaire]. Depuis la fondation de Yessud Haméala en 1883 jusqu'à l'assainissement des terrains de la Houla en 1956, la malaria poursuivra sa besogne meurtrière.
Yessud Haméala contribue au repeuplement par une population juive de la Galilée et fait face aux Syriens lors de la Guerre d'Indépendance, alors que ces derniers prévoient d'isoler du reste d'Israël le doigt de Galilée. Jusqu'à la Guerre des Six Jours, elle essuie les tirs de l'armée syrienne installée sur les hauteurs du plateau du Golan.
Aujourd'hui[Quand ?], Yessud Haméala est la plus grande productrice de prunes de pays[réf. nécessaire].